# General Elizardo Aquino
General Elizardo Aquino é um distrito do Paraguai, localizado departamento de San Pedro. O distrito leva o nome do general Elizardo Aquino morto com combate na Guerra do Paraguai. Possui uma população de 24.705 habitantes.

## Transporte
O município de General Elizardo Aquino é servido pelas seguintes rodovias:
- Ruta 10, que liga a cidade de Villa del Rosario (Departamento de San Pedro). ao município de Salto del Guairá (Departamento de Canindeyú).
- Caminho em rípio ligando o município a cidade de Choré[1][2][3]